# Histoire du sport féminin en France
Vous lisez un « bon article » labellisé en 2013.
L'histoire du sport féminin en France présente souvent ce fait comme une conquête contemporaine mais l'affirmation selon laquelle les Françaises n'ont eu que récemment accès aux activités physiques et sportives mérite d'être tempérée au fur et à mesure que l'on remonte le fil de l'histoire. Si aux confins des XIXe et XXe siècles certaines ont trouvé leur place au sein du mouvement gymnique et des activités traditionnelles, comme à l'escrime ou l'aviron, l'accès des autres à la révolution sportive anglo-saxonne est loin d'être aussi aisé, et après la guerre de 1914-1918 des sportives doivent créer leurs propres institutions pour pouvoir exister et n'être finalement admises aux Jeux olympiques dans les disciplines de leur choix qu'en 1928, en dépit des réserves de la Faculté à l'encontre des activités physiques intenses pour la physiologie féminine et de l'opposition déterminée de Pierre de Coubertin. Il convient de souligner la place exemplaire tenue par Alice Milliat dans ce véritable combat.
Le rattachement des fédérations féminines à une fédération masculine imposé par le régime de Vichy n'est pas remis en cause à la Libération et perdure depuis. Si les grandes championnes bénéficient d'une couverture médiatique comparable à celle de leurs collègues masculins et si la parité s'établit progressivement au niveau de la pratique amateur, c'est encore loin d'être le cas pour beaucoup de sportives professionnelles et encore moins pour les postes de responsabilité dans les structures dirigeantes malgré l'incitation des pouvoirs publics à faire appliquer les directives européennes dans ce domaine.

## Chronologie

### Préhistoire du sport féminin en France

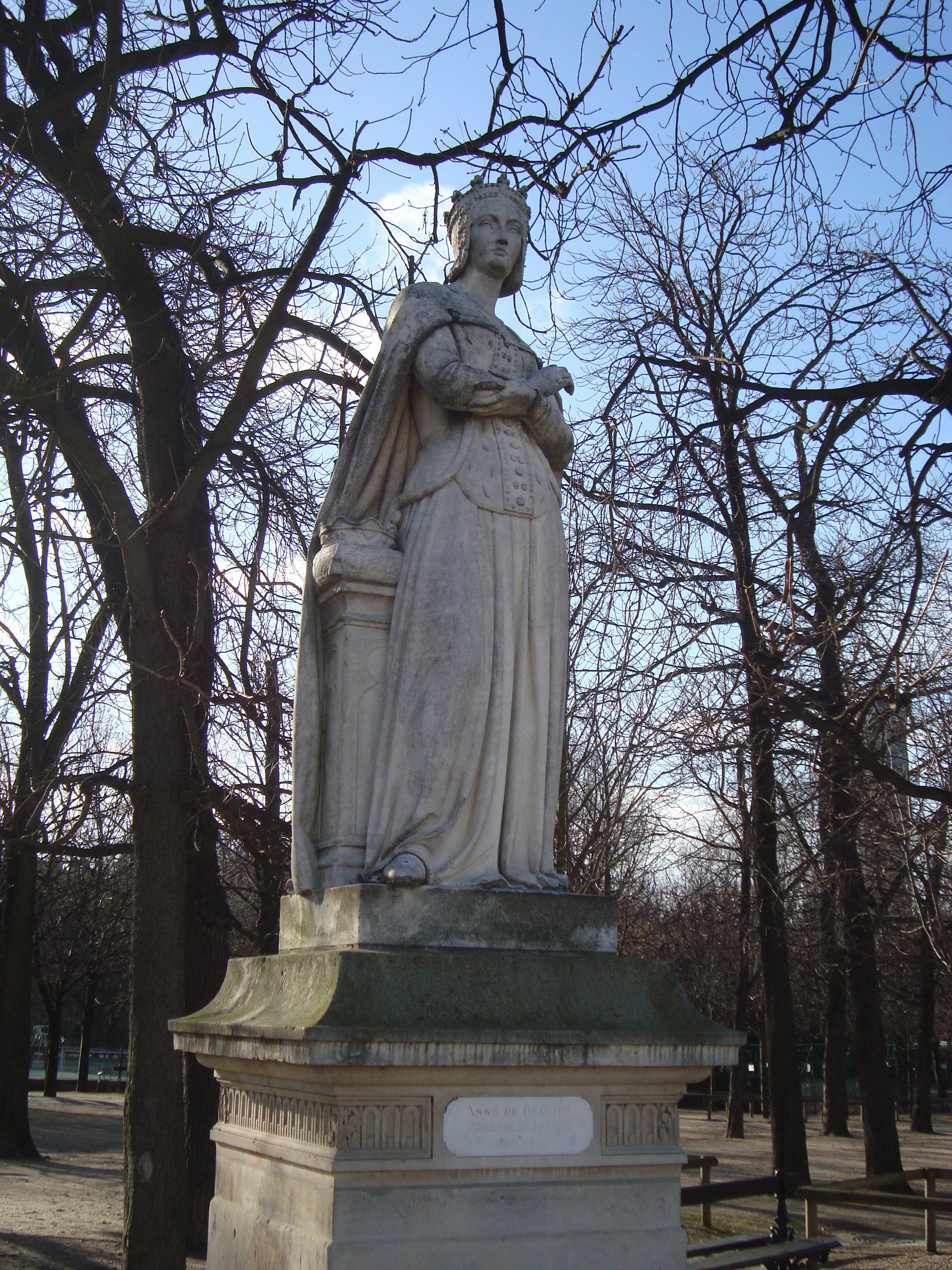
Anne de France, jardin du Luxembourg à Paris.

L'étymologie du mot « sport » qui vient du vieux français desport, renvoie au divertissement. Le concept même de loisir actif étant peu compatible avec le statut de la femme dans la société médiévale, la pratique sportive féminine reste très restreinte au Moyen Âge dans les territoires qui constituent le royaume de France. Des études montrent cependant que certaines femmes semblent s'entraîner et combattre dans les tournois médiévaux mais les représentations de Frauentournier (tournoi de femme) mettant aussi en scène des chevaliers déguisés en femmes peuvent induire en erreur.
L'entraînement aux armes ne semble pas être totalement fermé aux jeunes filles car au XIIe siècle les historiens musulmans qui suivent Saladin s'émeuvent d'avoir parfois à affronter des femmes ou de retrouver des cadavres féminins sous les armures franques lors des désastres des armées croisées. Régine Pernoud confirme que « certaines n'hésitent pas à revêtir la cotte de mailles, à coiffer le casque et à manier l'épée, comme les épouses des Normands de Sicile ou la margravine Ida d'Autriche qui partira pour la Palestine ».

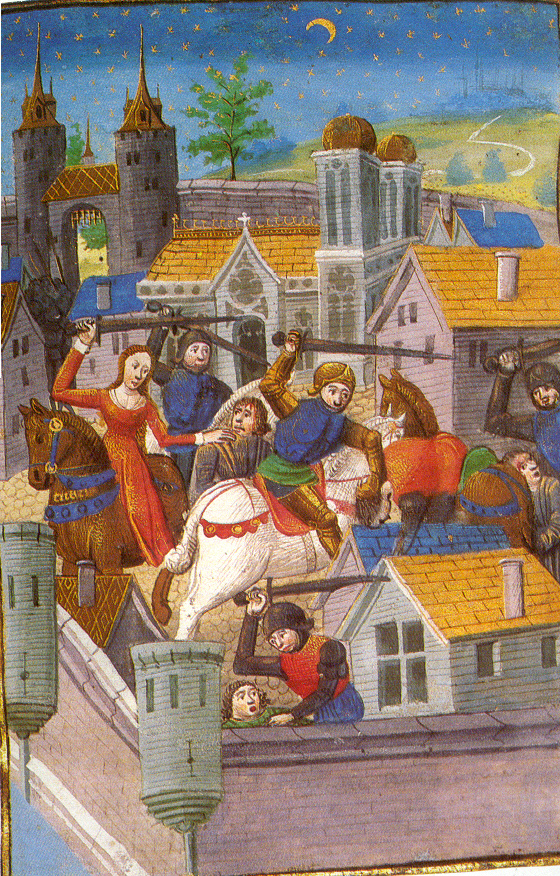
Femmes armées sur des chevaux de guerre.

Outre l'équitation nécessaire aux femmes de la noblesse qui possèdent déjà sous les carolingiens des chevaux de sport pour accompagner les hommes dans leurs activités de chasse et de fauconnerie, sont relevées au XVe siècle quelques championnes de jeu de paume comme Margot la Hennuyère laquelle jouait le mieux à la paume qu'oncques homme eût vu puis la régente Anne de France qui lègue un traité pédagogique à l'usage des filles, source importante de renseignement sur l’éducation féminine dans l’aristocratie de la fin de ce siècle.
Au XVIIe siècle, le développement des activités physiques féminines prend sa source à l'école : les premiers établissements féminins d'éducation, telle la Maison royale de Saint-Louis fondée en 1684 à la demande de Madame de Maintenon pour les jeunes filles de la noblesse pauvre, font place aux jeux et aux « exercices » dans leurs activités. Un siècle plus tard les écrits de Madame de Genlis confirment cet usage avant la Révolution, usage par la suite retrouvé avec la fondation de la maison d'éducation de la Légion d'honneur. Comme pour les hommes, cette place s'accroît et se généralise à partir de la Restauration et du second Empire : le succès de l'ouvrage de Clias Callisthénie pour les jeunes filles en témoigne. Ensuite, la Troisième République encourage le développement de la gymnastique féminine afin de « donner aux hommes républicains des compagnes républicaines ». Le développement du sport « stricto sensu » reste cependant plus laborieux car « la confusion des sexes est la grande peur de l'homme de l'an 1880 ».

### Temps des fondations
Ce mouvement d'hostilité au sport féminin né au cours du XIXe siècle se poursuit au début du siècle suivant. Alors que les femmes ont beaucoup de mal à trouver place à l'Union des sociétés françaises de sports athlétiques (USFSA) créée en 1887, Pierre de Coubertin est peu enclin à les accueillir aux Jeux olympiques : « Aux Jeux olympiques, leur rôle devrait être surtout, comme aux anciens tournois, de couronner les vainqueurs » car « une olympiade femelle est impensable, elle serait impraticable ». Cette position trouve un fondement scientifique sur les réserves de la Faculté quant aux effets de l'effort violent sur la physiologie féminine : « peu importe la force de la sportive, son organisme n'est pas fait pour supporter certains chocs ». En 1922, le docteur Maurice Boigey alors médecin-chef de l'École de gymnastique de Joinville rappelle encore que : « La femme n'est pas faite pour lutter mais pour procréer ».
Cependant ce sont bien les Jeux olympiques de 1900 tenus à Paris qui voient l'entrée en lice des premières femmes, les convictions de Pierre de Coubertin étant initialement peu appliquées. En effet, si le Comité international olympique (CIO) édicte la doctrine des Jeux, les entrepreneurs de spectacle qui les organisent souvent n'en tiennent pas toujours compte. Le programme olympique comporte alors des épreuves féminines officielles dans quelques sports : tennis, golf, natation, plongeon , etc.
À partir de 1899, les premières sections féminines au sein de sociétés de gymnastique apparaissent à Paris, Valenciennes, Le Havre puis sont créées les premières sociétés féminines à Lyon (1909) et Paris (1911). L’Union française des sociétés de gymnastique féminine (UFSGF) les fédère lors d'une assemblée tenue à Lyon le 21 avril 1912 et celle-ci est déclarée à la préfecture du Rhône le 21 novembre. Sous la présidence masculine de Monsieur Podestat (puis Robert Amy à partir de 1921) elle comptabilise 80 associations affiliées en 1914. Pendant ce temps, le sport féminin proprement dit ne se développe que laborieusement au sein de l'USFSA.
À la fin de l'année 1916 deux associations parisiennes, Fémina Sport créée en 1912 et Académia créée en 1915, fondent une fédération dissidente destinée clairement à contrebalancer l'influence de l'UFGF et à ouvrir tout le panel des sports aux féminines : la Fédération des sociétés féminines sportives de France (FSFSF). Le premier championnat de France féminin d'athlétisme, regroupant un total de 10 épreuves, est organisé les 14 et 15 juillet 1917, suivi le 28 avril 1918 du premier cross-country féminin en France (Cross de Chaville). La FSFSF est déclarée officiellement le 18 janvier 1918. Alice Milliat en devient présidente l'année suivante. Les premiers records de France établis en 1917 évoluent très vite : en deux ans le 80 mètres haies passe de 20 s à 14 s 8, le lancer du javelot de 15,84 mètres à 37,25 mètres et Violette Morris améliore son propre record de lancer du poids de 13,92 mètres à 15,14 mètres pour atteindre 17,33 mètres en 1921.

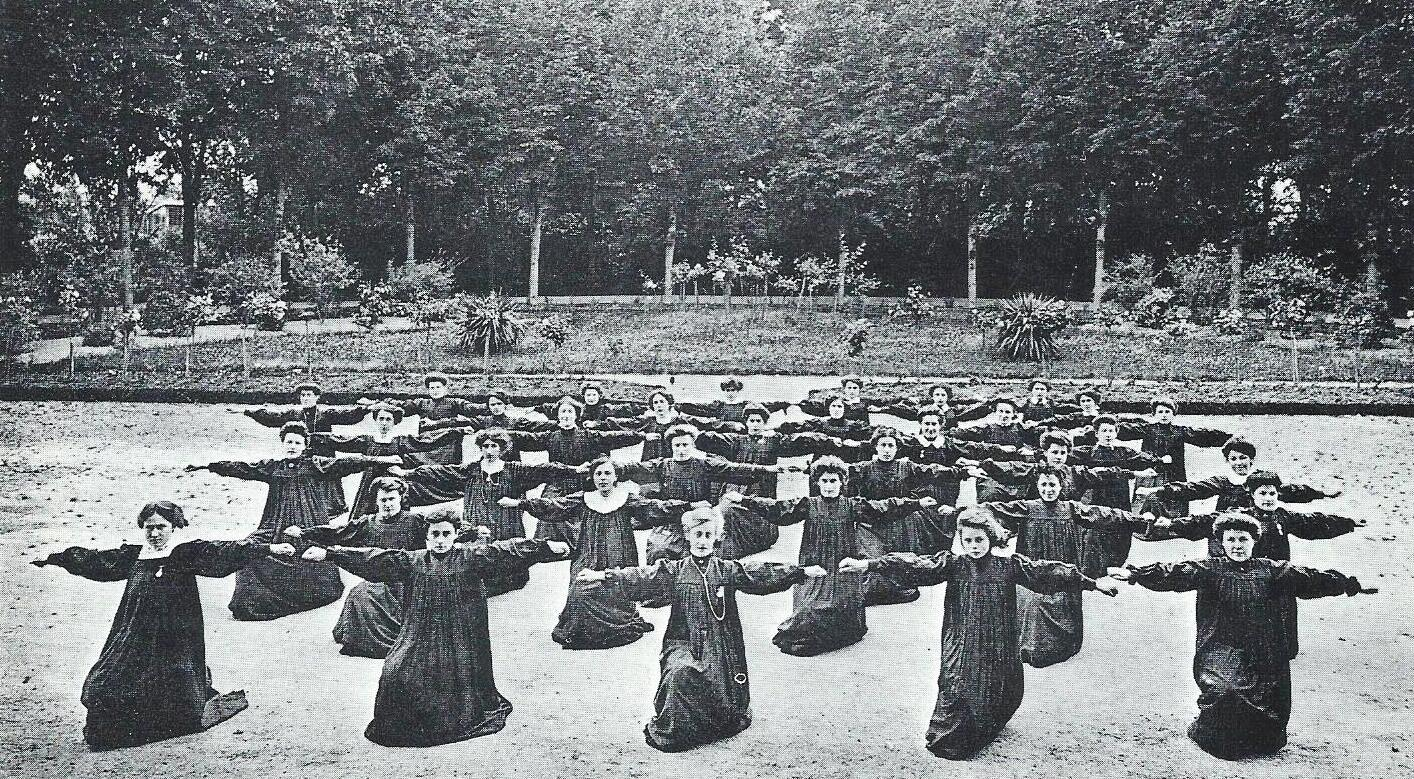
Groupe d'élèves en cours de gymnastique à la fin du XIXe siècle.
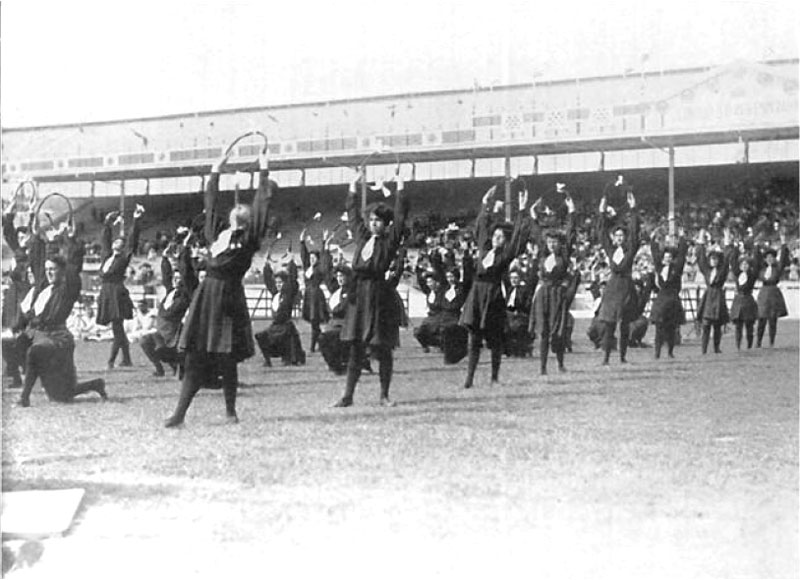
Démonstration de gymnastique féminine en 1908.
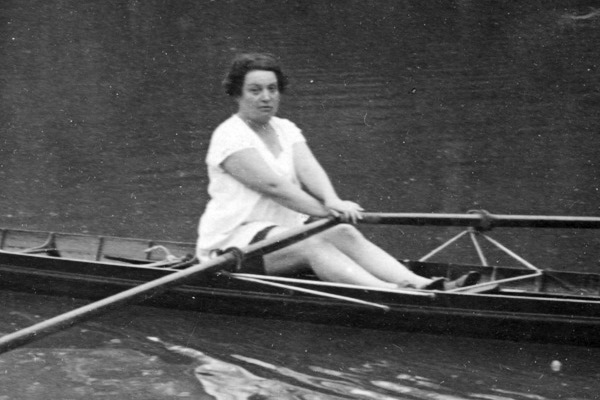
Alice Milliat fondatrice de la FSFI.

### Entre-deux-guerres

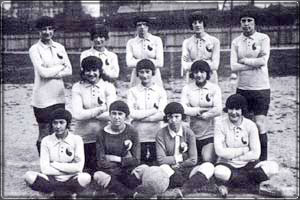
Équipe de France de football en 1920.

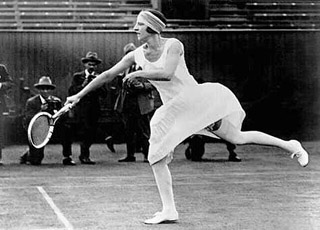
Suzanne Lenglen, distinguée par l'Académie des sports dès 1921.

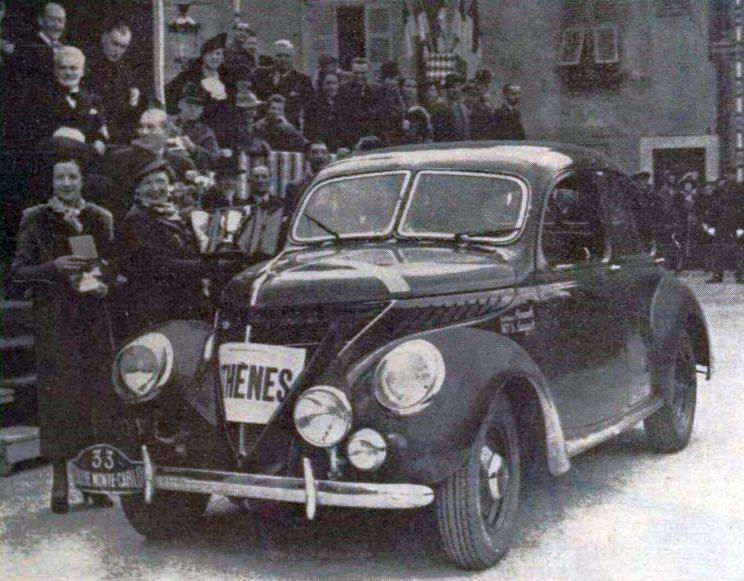
Germaine Rouault et Suzanne Largeot, victorieuses de la Coupe des Dames du rallye Monte-Carlo 1938, sur Matford.

À partir de 1919, le sport catholique féminin, dont Marie-Thérèse Eyquem est l'une des grandes figures, s'organise également sous le titre de Rayon sportif féminin (RSF). En 1921, alors que les fédérations de hockey (FFH), de golf (FFG), de natation (FFN), d'aviron et de tennis (FFT) n'hésitent plus à accueillir les féminines, les sections féminines qui participent depuis 1917 aux compétitions d'athlétisme de l'USFSA en cours de dissolution se regroupent quelque temps au sein d'une Fédération féminine française des sports athlétiques (FFFSA). Celle-ci fusionne rapidement avec l'UFGF en une non moins éphémère Fédération féminine française de gymnastique et sports (FFFGS) qui devient dans l'année même Fédération féminine française de gymnastique et d'éducation physique (FFFGEP) alors que la FSFSF poursuit son propre chemin sous le sigle simplifié de Fédération féminine sportive de France (FFSF) où Alice Milliat fédère les forces en présence.
De grandes championnes s'illustrent à cette époque : Lucie Bréard est recordwoman du monde du 800 m en 1921 et du 1 000 m en 1920, 1921 et 1922, Marcelle Neveu du 1 000 m en 1921, Marguerite Radideau du 60 m en 1926 et Lucienne Velu future recordwoman du lancer du disque en 1934. Devant le refus du baron Pierre de Coubertin et du CIO de les accueillir aux Jeux olympiques, Alice Milliat fonde la Fédération sportive féminine internationale (FSFI) en 1921, et organise la même année les premiers Jeux mondiaux féminins. Ceux-ci regroupent cinq nations européennes à Monte-Carlo : Grande-Bretagne, Suisse, Italie, Norvège et France. Ils sont suivis des Jeux féminins de Paris en 1922 et de Göteborg en 1926. Après les Jeux olympiques de Paris et le départ de Coubertin du CIO, les femmes accèdent aux Jeux en athlétisme à Amsterdam en 1928, les gymnastes bénéficiant aussi de l'aubaine mais seulement par équipes. Cette participation se confirme en 1932 aux Jeux olympiques de Los Angeles et, le but étant atteint, la FSFI renonce à ses activités propres en 1936 à la suite des Jeux olympiques de Berlin. Ultime soubresaut national d'indépendance : le 13 juin de la même année apparait une Fédération française d'athlétisme féminin qui n'est intégrée à la Fédération française d'athlétisme (FFA) qu'en 1940.
Le football féminin qui connait un fort engouement, culminant au début des années 1920, fait face, tout comme son homologue britannique, à des réticences puis à une interdiction totale sous le régime de Vichy. De la même manière, Jean Borotra, Commissaire à l'éducation générale et aux sports fait interdire les compétitions de cyclisme aux femmes, jugeant le sport dangereux pour elles.
Si la première moitié du XXe siècle reste marquée par la plus grande réserve des autorités sportives, politiques et médicales vis-à-vis du développement des compétitions sportives féminines, quelques championnes connaissent néanmoins une véritable existence médiatique telles la joueuse de tennis Suzanne Lenglen, distinguée par l'Académie des sports dès 1921, la très controversée Violette Morris, l'exploratrice himalayiste Alexandra David-Néel et les aviatrices Maryse Bastié et Hélène Boucher toutes deux engagées dans le combat féministe. Cependant le cloisonnement n'est pas aussi strict dans les organisations gymniques. Le fonctionnement de la FFFGEP est calqué sur celui de son homologue masculine, l'Union des sociétés de gymnastique de France (USGF) avec laquelle elle travaille en étroite collaboration voire sous délégation. Au niveau des patronages, la direction du RSF reproduit celle de la Fédération gymnastique et sportive des patronages de France (FGSPF). Armand Thibaudeau lui-même représente la FGSPF au sein du comité directeur et de nombreux techniciens masculins siégent dans les diverses commissions. L'influence de la fédération masculine est aussi sensible au niveau local où chaque comité diocésain comporte de nombreux membres masculins. Loin de se sentir rejetées ou délaissées, les féminines déplorent plutôt un protectionnisme parfois pesant.

### Sous lesIVeetVerépubliques

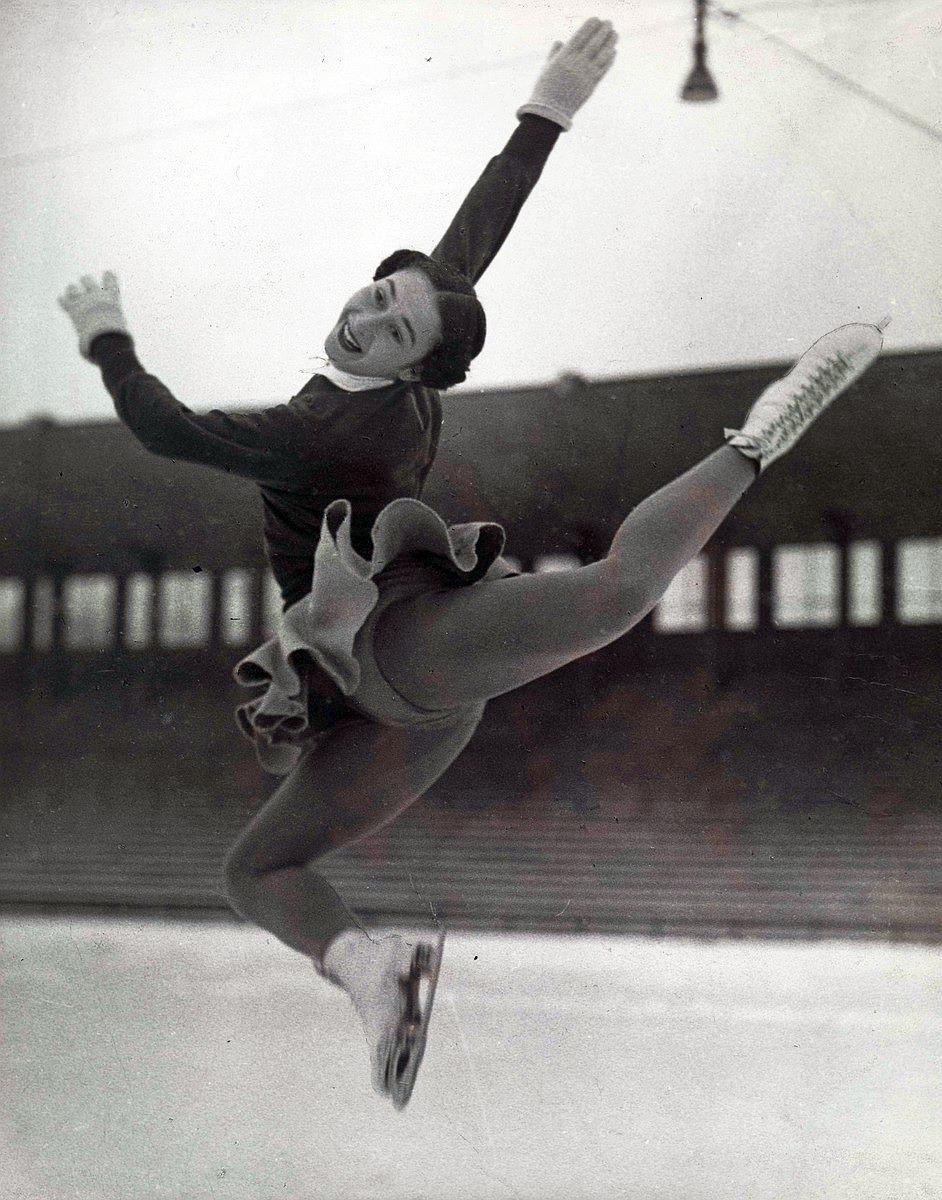
Jacqueline du Bief en 1950.

Lorsque le gouvernement de Vichy impose la fusion des organisations féminines avec la fédération masculine homologue, la mesure ne rencontre pas trop de résistances et la situation n'est pas remise en cause après-Guerre. Dans quelques fédérations, notamment en ski et en athlétisme, les compétitions féminines redémarrent en même temps que celles des masculins et sont traitées avec le même sérieux. Si la presse est moins prolixe à leur égard, les exploits des championnes de l'immédiate après-guerre telles Micheline Ostermeyer, Jacqueline du Bief puis, aux débuts de la Ve République, ceux de Christine et Marielle Goitschel, de « Kiki » Caron sont reconnus au même titre que ceux de leurs homologues masculins. En 1964 le journal l’Équipe couronne une première féminine, Marielle Goitschel, championne des champions. Un peu plus tard en athlétisme, le sport-roi, Maryvonne Dupureur, Colette Besson, championne olympique sur 400 m en 1968 à Mexico, Nicole Duclos recordwoman du monde sur la même distance l'année suivante puis Chantal Réga portent aussi les espoirs du renouveau international tant attendu depuis la « débâcle de Rome ».
Dans d'autres sports (lutte, football), les sportives ne retrouvent le droit d'exercer que grâce à des initiatives individuelles et des pressions sur les fédérations.
De 1971 à 1977, ce sont les « demoiselles de Clermont-Ferrand » qui se chargent de rappeler l'existence du basket français en Coupe des clubs champions. Depuis, Bourges et Valenciennes prennent ensuite le relais jusqu'au début du XXIe siècle alors qu'en tennis Mary Pierce devient une héroïne nationale. La présence des participantes féminines augmente sans cesse dans les activités les plus exigeantes au niveau de la résistance : course sur route, course en montagne, marathon, triathlon, ski-alpinisme. Elles se trouvent dans toutes les disciplines émergentes : bicross, ski cross, ski acrobatique, surf, escalade. Les sports de combat bien implantés dans les grandes banlieues leur font une large place et s'enorgueillissent de leurs remarquables résultats internationaux : judo, boxe française, taekwondo, karaté, escrime. À partir de 1981 la puissance publique affiche sa détermination et quatre femmes se succèdent au ministère de la Jeunesse et des Sports jusqu'à la fin du siècle : Edwige Avice (1981-1984), Frédérique Bredin (1991-1993), Michèle Alliot-Marie (1993-1995) et Marie-George Buffet (1997-2002), la première et la dernière ayant largement contribué à l'état actuel de la loi qui régit de façon générale le sport français. Des mesures incitatives sont mises en place ; cependant, au début du XXIe siècle, un des soucis majeur est l'érosion constante de la pratique sportive chez les jeunes filles issues des zones d'éducation prioritaire (ZEP) où le rôle social et intégrateur du sport se heurte à des résistances culturelles.

### XXIesiècle

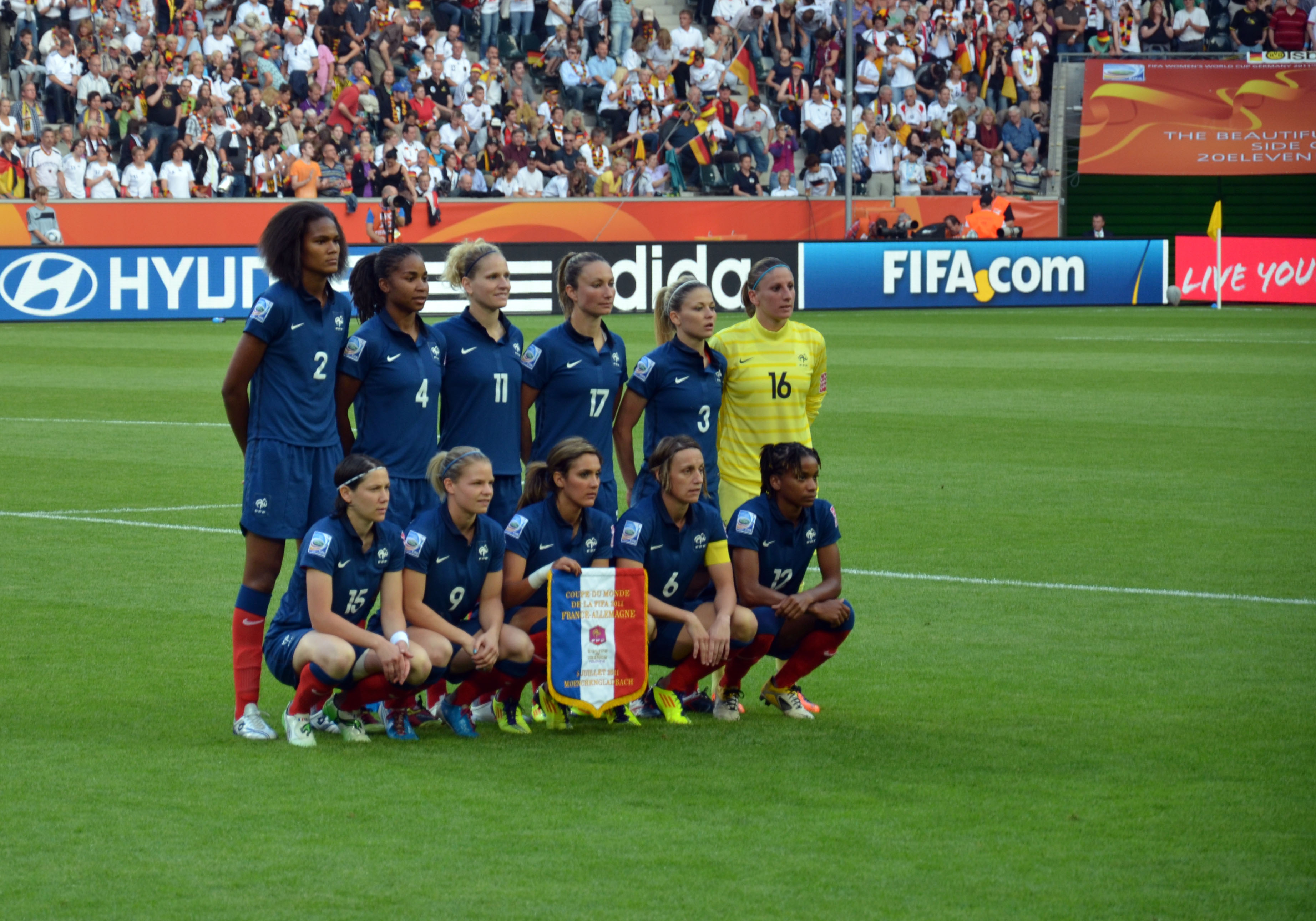
Équipe de France de football féminin en 2011.

Si seulement 9 % des femmes pratiquent une activité physique en 1968, elles sont 48 % quarante ans plus tard mais, tous niveaux de pratique confondus, deux tiers des licenciés français sont toujours masculins bien que les femmes soient parfois très majoritaires dans certaines disciplines comme la gymnastique artistique. Soutenues par des sponsors, pour qui l'image du sport féminin se révèle porteuse, la qualité des organisations et la parité médiatique s'améliorent au fil du temps. De très grandes épreuves internationales apparaissent dans de nombreuses disciplines : rallye automobile (comme le Trophée Roses des sables), golf. En athlétisme, la plupart des compétitions proposent un même nombre d'épreuves pour les féminines que pour les masculins, les grilles de primes sont identiques et les contrats de sponsoring équivalents. Un meeting international en stade couvert exclusivement féminin est créé à Eaubonne en 2012.
De 2002 à 2004, la France assure la présidence du réseau européen « Femmes et Sports » qui aboutit au Rapport Femmes et Sports. En dépit d'un effort récent d'équilibrage qui en résulte, imposé par les pouvoirs publics, la situation générale est cependant loin d'être réglée. Si l'inégalité de traitement salarial qui persiste dans le sport professionnel n'est pas un phénomène spécifiquement français, l'écart reste cependant souvent très important dans beaucoup de disciplines. Par exemple, le football qui mène une véritable politique de développement et de promotion du secteur féminin n'accorde toujours pas le statut professionnel aux joueuses.
Certes, comme Maurice Herzog, Pierre Mazeaud, Guy Drut, Alain Calmat, Jean-François Lamour avant elle, Chantal Jouanno doit une partie de sa nomination le 14 novembre 2010 au poste de ministre des Sports à sa brillante carrière sportive. À contrario lors des élections au conseil d'administration du Comité national olympique et sportif français (CNOSF) pour l'olympiade 2012-2016, seulement 6 femmes sont élues pour 43 postes pourvus. Au niveau de l'emploi, seules 15 % des femmes sont titulaires du brevet d'État d'éducateur sportif (BEES) et la situation est encore plus défavorable pour les structures dirigeantes où on ne trouve que 6 % d'entre elles parmi les présidents de fédérations. En dépit d'avancées certaines, les femmes restent donc encore très sous-représentées.
Enfin, tout comme au siècle précédent, les efforts ou volontés des fédérations nationales sont quelquefois contraintes par les décisions prises au niveau international. Ainsi, en 2015, les pratiquantes du hockey sur glace voient s'amenuiser la possibilité de pratique à haut niveau international avec la décision de la fédération internationale de supprimer les tournois féminins de niveau continental en Europe : disparition du championnat d'Europe en 1997 et de la Coupe d'Europe des clubs champions en 2015.
Avant les débats du projet de loi sur le sport en 2022, une tribune alerte sur l'absence de parité dans les fédérations sportives : 3 femmes présidentes sur 40 fédérations sportives olympiques et paralympiques, 18 sur 113 fédérations sportives agréées.

## Grandes championnes françaises
Pour établir un répertoire des grandes championnes françaises dans les tableaux suivants, seuls sont pris en compte les classements émanant d'organismes ayant mandat du CNOSF : l'Académie des sports et la Fédération des internationaux du sport français (FISF).

### Académiciennes du sport / Prix Monique-Berlioux
Dès 1919 l'Académie des sports créée en 1905 par Justinien Clary envisage d'attribuer un prix sportif féminin. La première lauréate est Suzanne Lenglen en 1921 et il faut attendre trois ans pour connaître la seconde qui est une athlète, l'année même où l'accès aux jeux olympiques de Paris pourtant présidés par le même Justinien Clary lui est refusé. Il est à noter que ce prix n'est pas attribué automatiquement chaque année. À partir de 1983 il est patronné par Monique Berlioux et ouvert à toutes les sportives mondiales, les Françaises y restant cependant bien représentées.
Seuls les lauréates françaises apparaissent dans le tableau ci-dessous.
| Année | Sportive             | Sport                  |
| ----- | -------------------- | ---------------------- |
| 1921  | Suzanne Lenglen      | Tennis                 |
| 1924  | Marthe Oulié         | Athlétisme             |
| 1925  | Alexandra David-Néel | Himalayisme            |
| 1926  | Marguerite Radideau  | Athlétisme             |
| 1927  | Virginie Hériot      | Voile                  |
| 1928  | Andrée Joly          | Patinage               |
| 1929  | Solita Salgado       | Natation               |
| 1930  | Yvonne Godard        | Natation               |
| 1931  | Maryse Bastié        | Aviation               |
| 1934  | Hélène Boucher       | Aviation               |
| 1936  | Maryse Hilsz         | Aviation               |
| 1937  | Antoinette Rocheux   | Aviron                 |
| 1938  | Lucienne Velu        | Athlétisme Basket-ball |
| 1948  | Nicole Darrigrand    | Plongeon               |
| 1949  | Lucienne Couttet     | Ski                    |
| 1950  | Gisèle Vallerey      | Natation               |
| 1952  | Nelly Adamson        | Tennis                 |
| 1956  | Marthe Lambert       | Athlétisme             |
| 1957  | Thérèse Leduc        | Ski                    |
| 1959  | Florence Petry-Amiel | Athlétisme             |

| Année | Sportive | Sport        |
| ----- | --- | ------------ |
| 1960  | Monique Gallimard | Parachutisme |
| 1962  | Marielle Goitschel | Ski          |
| 1963  | Brigitte Varangot | Golf         |
| 1964  | Maryvonne Dupureur | Athlétisme   |
| 1965  | Dany Duflot-Privat | Ski nautique |
| 1966  | Claude Mandonnaud | Natation     |
| 1967  | Françoise Dürr | Tennis       |
| 1968  | Marielle Goitschel | Ski          |
| 1970  | Michèle Jacot | Ski          |
| 1971  | Jackie Chazalon | Basket-ball  |
| 1972  | Irène Guidotti | Basket-ball  |
| 1973  | Sylvie Maurial | Ski nautique |
| 1974  | Fabienne Serrat | Ski          |
| 1975  | Équipe de France Martine Cochet Odile Garaïalde Martine Giraud Anne-Marie Palli Catherine Lacoste Marie-Christine Ubald-Bocquet | Golf         |
| 1976  | Danièle Debernard | Ski          |
| 1977  | Michèle Mouton | Automobile   |

| Année | Sportive                                                                             | Sport         |
| ----- | ------------------------------------------------------------------------------------ | ------------- |
| 1978  | Florence Arthaud                                                                     | Voile         |
| 1979  | Dominique Gardette                                                                   | Kayak         |
| 1980  | Perrine Pelen                                                                        | Ski           |
| 1981  | Dominique Esnault                                                                    | Tir           |
| 1982  | Équipe de France Brigitte Deydier Natalina Lupino Béatrice Rodriguez Martine Rottier | Judo          |
| 1989  | Catherine Plewinski                                                                  | Natation      |
| 1990  | Florence Arthaud                                                                     | Voile         |
| 1991  | Marie-José Pérec                                                                     | Athlétisme    |
| 1993  | Myriam Jérusalmi                                                                     | Kayak         |
| 1996  | Félicia Ballanger                                                                    | Cyclisme      |
| 1997  | Marie-Claire Restoux                                                                 | Judo          |
| 1999  | Eunice Barber                                                                        | Athlétisme    |
| 2004  | Virginie Dedieu                                                                      | Natation      |
| 2007  | Maryline Salvetat                                                                    | Cyclisme      |
| 2010  | Maureen Nisima                                                                       | Escrime       |
| 2012  | Lucie Décosse                                                                        | Judo          |
| 2014  | Laëtitia Roux                                                                        | Ski-alpinisme |

Marielle Goitschel est nommée deux fois, en 1962 et 1968 ainsi que Florence Arthaud en 1978 et 1990.

### Gloires du sport féminin français
Créé en 1993 le titre de Gloire du sport décerné par un jury composé à l'instigation de la FISF désigne les plus grands champions nationaux ayant cessé leur activité de haut niveau depuis au moins dix ans. Ainsi, en 2013, Jeannie Longo , toujours en compétition, ne peut se trouver déjà dans cette liste de même que Laura Flessel et Laure Manaudou dont les arrêts sont encore trop récents.
| Sportive                    | Sport                |
| --------------------------- | -------------------- |
| Arthaud Florence            | Nautisme             |
| Auriol Jacqueline           | Aviation             |
| Autissier Isabelle          | Nautisme             |
| Ballanger Félicia           | Cyclisme             |
| Bastié Maryse               | Aviation             |
| Berlioux Monique            | Natation, dirigeante |
| Berlioux Suzanne            | Natation, dirigeante |
| Besson Colette              | Athlétisme           |
| du Bief Jacqueline          | Patinage artistique  |
| Bolland Adrienne            | Aviation             |
| Bordes-Broquedis Marguerite | Tennis               |
| Boselli Élisabeth           | Aviation             |
| Boucher Hélène              | Aviation             |
| Camu Renée                  | Aviron               |
| Caron Christine             | Natation             |
| Chazalon Jacky              | Basket-ball          |

| Sportive             | Sport           |
| -------------------- | --------------- |
| Colchen Anne-Marie   | Athlétisme      |
| Darrigrand Nicole    | Plongeon        |
| David-Néel Alexandra | Alpinisme       |
| Debernard Danièle    | Ski alpin       |
| de Jenken, Sandra    | Tennis, arbitre |
| Deydier Brigitte     | Judo            |
| Duclos Nicole        | Athlétisme      |
| Famose Annie         | Ski alpin       |
| Fijalkowski Isabelle | Basket-ball     |
| Garilhe Renée        | Escrime         |
| Goitschel Christine  | Ski alpin       |
| Gomis Anna           | Lutte           |
| Goitschel Marielle   | Ski alpin       |
| Guidotti, Irène      | Basket-ball     |
| Hériot Virginie      | Nautisme        |

| Sportive          | Sport               |
| ----------------- | ------------------- |
| Hess Béatrice     | Natation handisport |
| Jacot Michèle     | Ski alpin           |
| Joly Andrée       | Patinage artistique |
| Jérusalmi Myriam  | Canoë-kayak         |
| Lacoste Catherine | Golf                |
| Lacoste Simone    | Golf                |
| Lefèbvre Janou    | Sports équestres    |
| Lenglen Suzanne   | Tennis              |
| Mandonnaud Claude | Natation            |
| Marvingt Marie    | Alpinisme, Aviation |
| Mathieu Simonne   | Tennis              |
| Mauduit Chantal   | Alpinisme           |
| Merle Carole      | Ski alpin           |
| Milliat Alice     | Aviron, dirigeante  |
| Mir Isabelle      | Ski alpin           |

| Sportive               | Sport                       |
| ---------------------- | --------------------------- |
| Moreau Mady            | Plongeon                    |
| Moressée-Pichot Sophie | Escrime, pentathlon moderne |
| Mouton Michèle         | Sport automobile            |
| Muffat Camille         | Natation                    |
| Ostermeyer Micheline   | Athlétisme                  |
| Pelen Perrine          | Ski alpin                   |
| Pérec Marie-Josée      | Athlétisme                  |
| Plewinski Catherine    | Natation                    |
| Riffiod Élisabeth      | Basket-ball                 |
| Ruby Karine            | Snowboard                   |
| Sergent Annette        | Athlétisme                  |
| Steurer Florence       | Ski alpin                   |
| Triadou Jocelyne       | Judo                        |
| Vaudecrane Jacqueline  | Patinage artistique         |
| Wendling Isabelle      | Handball                    |

Il n'y a seulement que 3 femmes parmi la quarantaine de dirigeants et entraîneurs promus : Alice Milliat, fondatrice de la FSFI, Monique Berlioux, fondatrice en 1993 des Gloires du sport qui a aussi laissé son nom à un prix de l'Académie des sports et sa mère Suzanne. Chez les championnes, les skieuses (ski alpin) et les aviatrices sont particulièrement bien représentées dans ce palmarès ; les nageuses, athlètes et patineuses ne viennent qu'ensuite. En tout 61 femmes sur 353 sportifs ont été distinguées par leurs pairs.

### Autres prix
Le Grand Prix Serge Kampf de l'Académie des sports, récompensant la meilleure performance mondiale de l'année toutes nations confondues, a été décerné à Isabelle Autissier en 1994, à Marie-José Pérec en 1996, à Laure Manaudou en 2006 et à l'équipe de France féminine de handball en 2017.
La grande presse sportive n’est pas plus généreuse : le trophée du Champion des champions de L'Équipe qui désigne chaque année le meilleur athlète français de l'année depuis la création du journal en 1946 ne prend en compte les féminines qu'à partir de 1964 avec Marielle Goitschel . Suivent depuis : Nicole Duclos (1969), Jeannie Longo (1987), Florence Arthaud (1990), Marie-José Perec (1992), Eunice Barber (1999), Carole Montillet (2002) et Laure Manaudou (2006),. Depuis 2012, le prix est décliné par genre, la première lauréate étant Camille Muffat. Marion Bartoli (2013), Pauline Ferrand-Prévot (2014, 2015 et 2020), Émilie Andéol (2016), Tessa Worley (2017) et Clarisse Agbegnenou (2018 et 2019) complètent le palmarès.
La réputation de certaines de ces sportives dépasse le contexte national : par exemple Suzanne Lenglen (1979), Françoise Dürr (2003), Simonne Mathieu (2006), Amélie Mauresmo (2015) et Mary Pierce (2019) apparaissent au Temple de la renommée du tennis et Jacky Chazalon à celui du basket-ball  en 2009. Berthe Villancher, juge de gymnastique, rejoint l'International Gymnastics Hall of Fame en 2002, Christine Caron, Laure Manaudou et Camille Muffat sont membres de l'International Swimming Hall of Fame, Marie-José Pérec intègre le Temple de la renommée de l'IAAF en 2013 et Nathalie Amiel rejoint le Temple de la renommée World Rugby en 2014.